# Xenopsaris
Xenopsaris is een geslacht van zangvogels uit de familie Tityridae.

## Soorten
Het geslacht kent de volgende soort:
- Xenopsaris albinucha – Witnektiran